# 백남주
백남주(白南柱, 1925년 음력 7월 14일 ~ 2013년 음력 9월 14일)는 대한민국의 교육인이다. 경북 청도 출신이다. 본관은 청도다. 임진왜란 경주 의병장으로 병조참의(兵曹參議)에 증직된 부암(傅巖) 백이소(白以昭)의 12세손이다.

## 생애

### 출생과 학창시절
1925년 경상북도 청도군 대성면 고수동(高樹洞) 158번지에서 백태린과 청도 김씨(淸道金氏) 김서이(金書伊) 사이에서 장남으로 태어났다. 아버지 백태린의 선계는 경주 건천의 석현(石峴)에서 영천으로 이거했는데, 백태린이 영천을 나와 청도에서 역무원으로 일하게 되고 가정을 이루면서 청도에서 태어난 것이다. 1937년 청도심상소학교(淸道尋常小學校)와 1943년 계성중학교를 나왔다. 수학을 매우 좋아했지만 계성중학교를 졸업할 무렵이 태평양전쟁이 한창일 때라 우선 일제의 징병을 피해 철도 계통에서 일하였다.

### 교육과 연구
1952년 대학을 졸업하자 김임식의 소개로 개성중학교에서 교편을 잡게 되었고, 이어서 1954년 부산상업고등학교 교사로 옮겼다.이 때 서길덕 등과 교류했다. 공대를 졸업했음에도 수학교사로 있으면서 박기택의 권유로 부산대학교에 출강하였고, 윤인구 총장 시절인 1958년 부산대학교 공과대학 교수로 부임하였다. 이 때 민수홍, 김만식 최내형, 정희채, 이형기 등과 교류하였다. 이 무렵 집안의 큰아들로서 어린 동생들을 공부시켜야 하는 등 집안을 책임지고 있던 터에 어머니의 병 구완으로 살림이 어려워졌고, 1962년에는 결국 어머니를 여의었다.
1972년 『저탄소강의 피로에 의한 슬립밴드의 거동과 스트레인 시효에 관한 연구』라는 논문으로 부산대학교에서 공학박사 학위를 받았고, 같은 해 5월에는 대한기계학회에서 '피로의 통계학적 분석'이라는 제하로 춘계학술강연
을 하였다. 1974년 부산대학교 공과대학장을 맡았을 때는 윤천주 총장을 도와 공대 발전을 도모하였는데, 재임 당시 국내 공업육성을 위해 정부가 공과대학 특성화를 추진할 때, 부산대학교가 기계특성화 공대로 지정되는 등 학교 발전에 역량을 쏟았다. 1979년 일본국 동북대학 공학부에서 연구하였고, 가야바교수와 친분을 쌓았다. 1983년 5월에는 한국기계공업진흥회에서 열린 대한기계학회의 고체역학 분과에서 학술강연을 하였다.

### 만년의 활동
1991년 정년을 맞아 부산대학교 명예교수가 되었다. 김임식의 권유로 1996년까지 동의대학교에 초빙되어 연구하였고, 이후 만년에도 인제대학교에 출강하는 등 끝까지 학문과 교육에 대한 열정을 잃지 않았다.
그는 평생의 은인으로 박영출 목사와 윤천주 장관을 마음에 두었다. 박영출 목사는 사후에 그 부인에게, 그리고 윤천주 장관에게는 윤장관 생시에 직접 찾아가 사은(謝恩)의 인사를 했다. 2013년 89세를 일기로 사망하기 얼마 전까지도 수학을 공부하였고, 어머니를 그리워 하였다.

## 기여와 평가
- 1970년대 중반 부산대학교 공과대학장으로 있는 동안 당시 '공업입국'의 기치를 걸고 범정부 차원에서 '지역별 특성화 공과대학' 지정을 추진하는 시책의 밑그림을 그릴 때, 정부 측의 오원철[주 12] 등과 협의하여 부산대학교는 '기계', 경북대학교는 '전자', 전남대학교는 '화공', 충남대학교는 '공업교육' 특성화 공과대학으로 각각 지정되었다.[8]
- 이를 통해 부산대학교 공과대학 기계계열에 당시로는 거금인 38만달러의 외자 등 대규모의 교육시설 투자[9][10]가 이루어져 질적, 양적으로 대학이 급성장하는 발판을 마련했다. [주 13]

- 1985년 '과학의 날'을 맞아 대한기계학회가 '과학기술 진흥' 공로자로 추천하여 국민훈장 석류장을 수훈하였다.[11] 1991년 '교육' 공로[12]로 국민훈장 동백장을 수훈하였다. 2002년 세계인명사전 '마르퀴즈 후즈 후 (Marquis Who's Who in the World)' 제19판에 등재되었다.

## 학력
- 청도심상소학교
- 대구 계성중학교
- 서울대학교 공과대학 기계공학과
- 서울대학교 대학원 기계공학과
- 부산대학교 대학원 공학박사

## 경력
- 1948년  경산 모계중학교 임시교사
- 1952년  부산개성중학교 교사
- 1954년  부산상업고등학교 교사
- 1958년  부산대학교 공과대학 기계공학과 전임강사
- 1960년  부산대학교 공과대학 기계공학과 조교수
- 1963년  부산대학교 공과대학 기계공학과 부교수[13]
- 1968년  부산대학교 공과대학 기계공학과 교수
- 1974년  부산대학교 공과대학장
- 1980년  일본국 동북대학 공학부 객원교수
- 1991년  부산대학교 명예교수
- 1991년  동의대학교 공과대학 연구교수

## 상훈
- 부산대학교 연구업적상
- 대한교원연합회 공로상
- 대한기계학회 공로상
- 과학기술처 장관 표창
- 문교부 장관 표창
- 1985년	국민훈장 석류장 수훈 '과학기술 진흥' 공로(과학의 날)
- 1991년	국민훈장 동백장 수훈 '교육' 공로

## 가족관계
- 부 : 백태린(白泰麟, 1902년 ~ 1988년)
- 모 : 김서이(金書伊, 1908년 ~ 1962년) 청도 김씨(淸道金氏) 김대수(金大洙)의 딸

## 저서
- 제어공학(制御工學) / 형설출판사(螢雪出版社), 서울 : 1976.
- 금속재료학(金屬材料學) / 광림사(光林社)/ 1979.
- 기계공작법실습(機械工作法實習) : 공작기계(工作機械), 주조편(鑄造篇) / 광림사(光林社)/ 1979.
- 공업역학(工業力學) / 동일출판사(東逸出版社), 서울: 1980
- 공구설계(工具設計) / 김영호 공저 / 탑출판사(塔出版社) 1981 외 다수

## 기고
- 자동제어기초 (自動制御基礎) = 부산대학교 / 부산공대학보 [1959]
- 기술발전은 연구개발·선진기술 도입으로 : 과학기술분야 : 한국공업의... = 학생회지, 부산대공대 [1967]

## 일화
- 부산대학교가 '기계특성화 공과대학'으로 지정되면서 부산공대 기계공학과는 6개 학과로 세분되어 기계공학 계열의 입학 정원이 대폭 늘고[14] 교수 충원이 시급해지자 학장으로서 한국과학원(KAIS) 원장을 직접 찾아가 그 해 기계공학과 졸업생 전원을 달라고 하여 실제로 그 중 20명을 한꺼번에 교수로 신규 채용하였다고 한다.
- 이런 인연으로 그 젊은 신임 총각 교수들이 결혼할 때마다 주례를 부탁받았고, 또 몇 년 뒤에는 그 많은 기계계열 졸업생들까지 결혼할 때마다 기꺼이 주례를 서게 되었다고 한다.

## 같이 보기
- 박영출
- 윤인구
- 윤천주
- 김임식
- 정희채
- 허종현
- 오원철
- 이기택
- 한국전쟁
- 타흐신 야즈즈(Tahsin Yazici)
- 백이소
- 부산대학교
- 부산상업고등학교

## 주해
1. ↑  당시 철도업에 종사하면 징병 대상에서 면제되었다고 한다.
2. ↑  김임식은 당시 개성중학교 교사로, 후에 동의대학교 설립자로서 6, 8, 9, 10대 국회의원을 지냈다.
3. ↑  이 때 이기택, 신상우, 김응룡 등이 그 졸업생이다.
4. ↑  서길덕은 부산대학교 교수를 지냈다.
5. ↑  박기택은 부산대학교 공과대학장을 지냈다.
6. ↑  최병륜, 조규갑, 백인환, 천영신, 석진철, 김만수 등이 초기 졸업생이다.
7. ↑  민수홍은 원자력청장과 인하대학교 부총장을 지냈다.
8. ↑  김만식은 한양대학교 부총장을 지냈다.
9. ↑  최내형은 부산대학교 교수로 있다가 (주)영화금속을 창업하였다.
10. ↑  정희채는 부산대학교 교수로 10, 11대 국회의원과 서울시립대학교 총장을 지냈다.
11. ↑  이형기는 부산대학교 교수를 지냈다.
12. ↑  오원철은 당시 청와대 경제제2(과학기술)수석비서관으로 장기간 근무하면서 산업경제와 과학기술을 접목하여 양적 성장과 질적 발전을 함께 구현해내는 데 고심하였다. 그 즈음 대통령 박정희는 기자들 앞에서 그를 '국보(國寶)'라 불렀다.
13. ↑   이로 인해 기계계열에서 많은 졸업생들이 배출되었고, 이들이 창원과 울산 등 각 지역의 산업 수요에 부응하는 동시에 이후 30년 이상 대한민국 기계공업의 성장과 발전에 기여할 수 있었다.